# Kazuki Kozuka
Kazuki Kozuka (小塚 和季 Kozuka Kazuki?, Mitsuke, Niigata, 2 de agosto de 1994) es un futbolista japonés que juega como centrocampista en el Shimizu S-Pulse de la J1 League.

## Trayectoria

### Clubes
| Club                            | País          | Año       |
| ------------------------------- | ------------- | --------- |
| Albirex Niigata                 | Japón         | 2013-2017 |
| J. League sub-22 (cedido)       | Japón         | 2014      |
| Renofa Yamaguchi F. C. (cedido) | Japón         | 2014-2015 |
| Renofa Yamaguchi F. C. (cedido) | Japón         | 2017      |
| Ventforet Kofu                  | Japón         | 2018      |
| Oita Trinita                    | Japón         | 2019-2020 |
| Kawasaki Frontale               | Japón         | 2021-2023 |
| Suwon Samsung Bluewings         | Corea del Sur | 2023-2024 |
| Seoul E-Land F. C.              | Corea del Sur | 2024      |
| Shimizu S-Pulse                 | Japón         | 2025-     |

## Palmarés

### Títulos nacionales
| Título             | Club              | País  | Año  |
| ------------------ | ----------------- | ----- | ---- |
| Supercopa de Japón | Kawasaki Frontale | Japón | 2021 |
| J1 League          | Kawasaki Frontale | Japón | 2021 |